# ディスカヴァー携書
ディスカヴァー携書（ディスカヴァーけいしょ）は、株式会社ディスカヴァー・トゥエンティワンが発行する新書レーベル。

## 概要
2007年2月22日創刊。「携書」は同社の造語で、「携帯電話のようにいつも携帯できる本」という意味を込めた。
ロゴマークは音符をモチーフとしている。
ワーク・ライフ・バランスやロハスといった概念が注目されるようになってきた現代において、そのような内容を学問としてではなく、仕事や生活に直結する形で扱っていこうという考えのもとに作られている。
読者層は、30代の男女を想定している。
2013年5月に通巻100点を突破した。
『勝間和代のインディペンデントな生き方 実践ガイド』（勝間和代）など、同社から発行された単行本の新書化というケースもある。
ディスカヴァー・トゥエンティワンが発行している新書シリーズには、他にDIS+COVERサイエンスがある。

## 創刊ラインアップ
創刊ラインアップは以下の通り。
1. 水はなんにも知らないよ（左巻健男）
2. なぜ日本にはいい男がいないのか 21の理由（森川友義）
3. 嶋浩一郎のアイデアのつくり方（嶋浩一郎）

## 関連事項
- DIS+COVERサイエンス